# ラクダ相撲

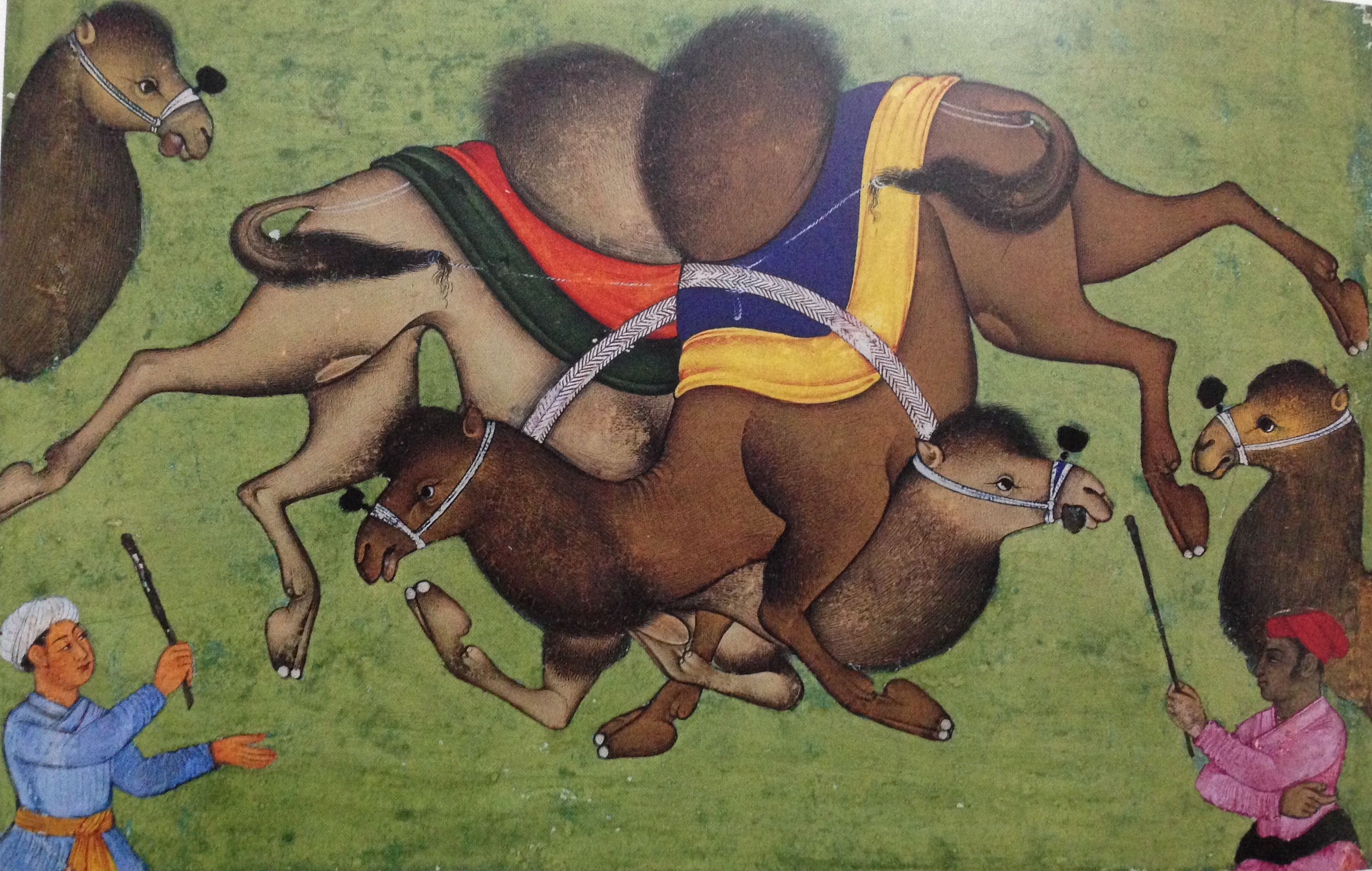
戦うラクダの図。1680年頃のムガル帝国で制作。フランス国立図書館所蔵

ラクダ相撲（らくだずもう）あるいはラクダ・レスリング（英語:Camel wrestling、トルコ語: deve güreşi）は、雄のトゥル（ヒトコブとフタコブの雑種のラクダ）のあいだで戦われるスポーツである。主にトルコで行われる。

## 歴史
ラクダ相撲の起源は、2,400年以上前の古代トルコの部族にある。ラクダは野生でもお互いに戦うため、遊牧民によって組織的にラクダ相撲が行われる前からその原型は存在した。1850年代に、あるアメリカ軍の士官が、トルコのラクダ相撲の人気に触発されて、テキサスでラクダ相撲の大会を開催した。しかし、1861年に起きた南北戦争のせいもあって、彼の試みは成功はしなかった。
1920年代、トルコ国立航空連盟は、トルコ政府用航空機を購入する資金の調達のために、ラクダ相撲を開催した。しかし、1920年代よりトルコ政府はラクダ相撲をあまりにも時代遅れなものと捉え、非推奨とする方針をとりはじめた。1980年代にトルコの新しい政府は、この競技をトルコの歴史文化の一部として奨励することとした。ラクダ相撲は、ラホールの牛馬ショーにおける人気のある催しである。しかし、1961年にエリザベス2世がラホールを訪れた際には、ラクダ相撲はプログラムから外された。女王に見せるには、「あまりにも過激な」ものだとみなされたからである。

## 行事の詳細

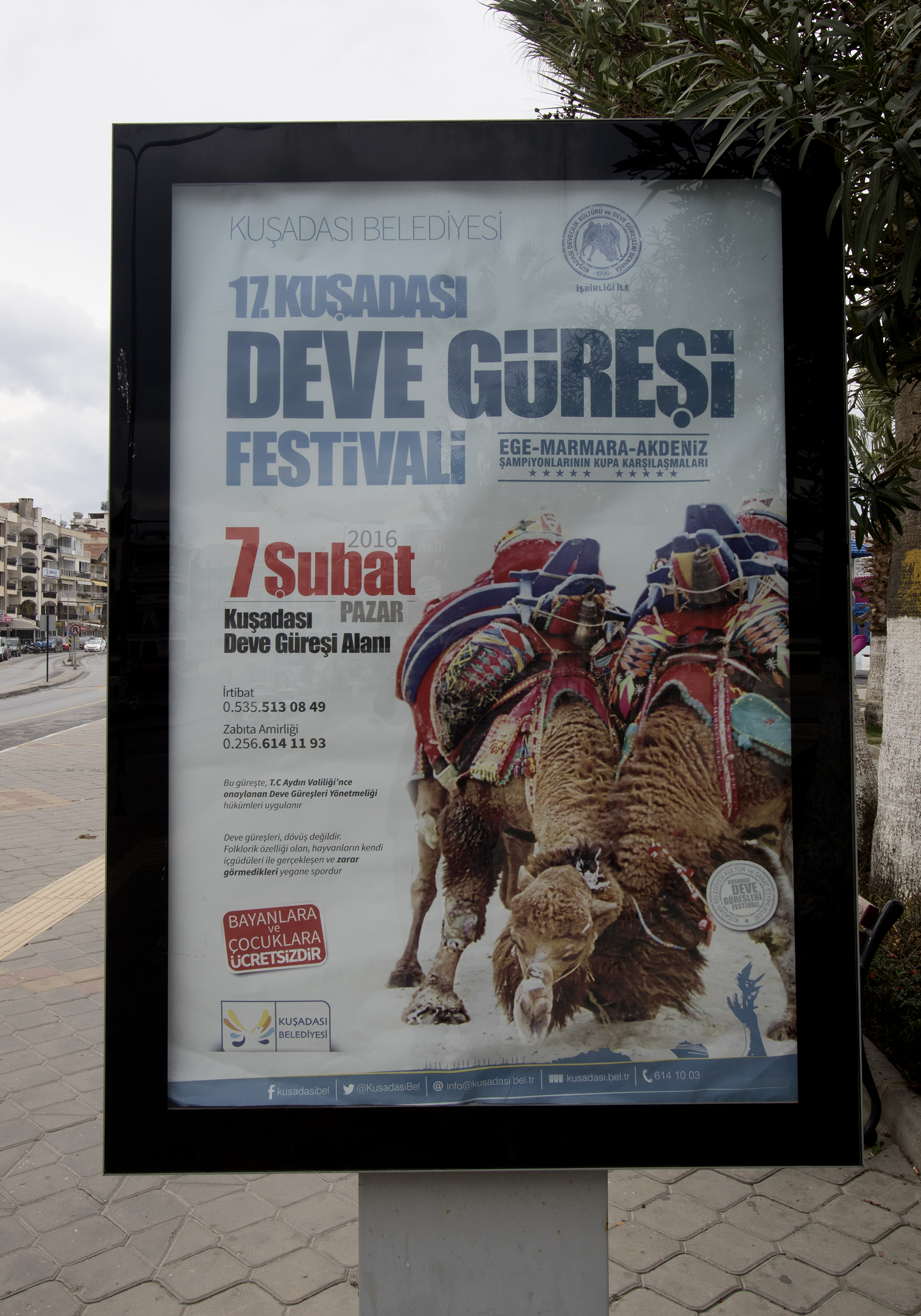
ラクダ相撲の祭りの広告板。

近くにいる雌のラクダの存在がラクダ相撲の動機づけになる。そのため、ラクダ相撲は歴史的に発情期に行われてきた。もっとも、暴力性が増すため、動機づけのために近くに雌のラクダを置くことは、近年はあまり行われない。雌のラクダなしに、雄のラクダ同士を戦わせることは難しい。そこで、主催者は雄のラクダたちを絡ませたり、飢えさせたりすることで、競技により積極的にさせる。ラクダは相手を倒すために、首をテコとして利用する。対戦相手が地面に倒れるか戦いから逃げた場合、ラクダは勝者とされる。ほとんどの競技用のラクダは、イランやアフガニスタンで育てられる。
雄のラクダは10歳になるとラクダ相撲を始め、なかには10年以上、戦い続けるラクダもいる。ラクダの所有者は、しばしば政治家や世界の指導者にちなんで、ラクダに名前をつける。ラクダはしばしば装飾された絨毯や彫刻された鞍、そして鈴を身に着ける。ラクダ相撲には、ラクダのあいだでの美しさを競うという側面もある。ラクダを使う見世物は、サウジアラビアでも人気であり、しばしば 競駝を伴う。このイベントでは、しばしばフルートやドラムが演奏される。ラクダの肉が観客に振る舞われることもある。2011年現在、トルコには2,000頭のラクダ相撲用のラクダ（トゥル）がいて、競技用に特化して育てられている。好成績のラクダは、20,000ドル以上の値段で売られることもある。
ラクダが人混みを通って逃げようとした場合、ラクダ相撲は観客にとって危険になることもある。ラクダのつばも危険なものである。時として、ラクダのオーナー同士で喧嘩が起きることもある。
トルコのエーゲ海地方では、これまでに約30回の年次祭が行われており、毎年11月から3月にかけて開催されている。約100頭の競技用のラクダが、これらの祭りに参加し、各ラクダがおよそ10回の試合を戦う。ラクダ相撲は、日曜日にサッカースタジアムで行われ、典型的には各試合ごとに10分ほど続く。祭りの時期の終わりには、しばしば最も優れたラクダ同士が戦う決勝トーナメントが行われる。様々な国の観光客がこのイベントに参加していて、アナトリア西部の観光業の重要な一部となっている。このイベントは本物のトルコ文化の一部だとみなされるため、多くの観光客がこのイベントに惹きつけられる。ラクダ相撲は、観光業上の価値があることに加えて、トルコ西部の農村部の住民のあいだで、もっとも人気のある娯楽の種類の一つでもある。
なお、複数の動物愛護団体が、ラクダ相撲を動物虐待と位置づけて批判している。